# Lara Flynn Boyle

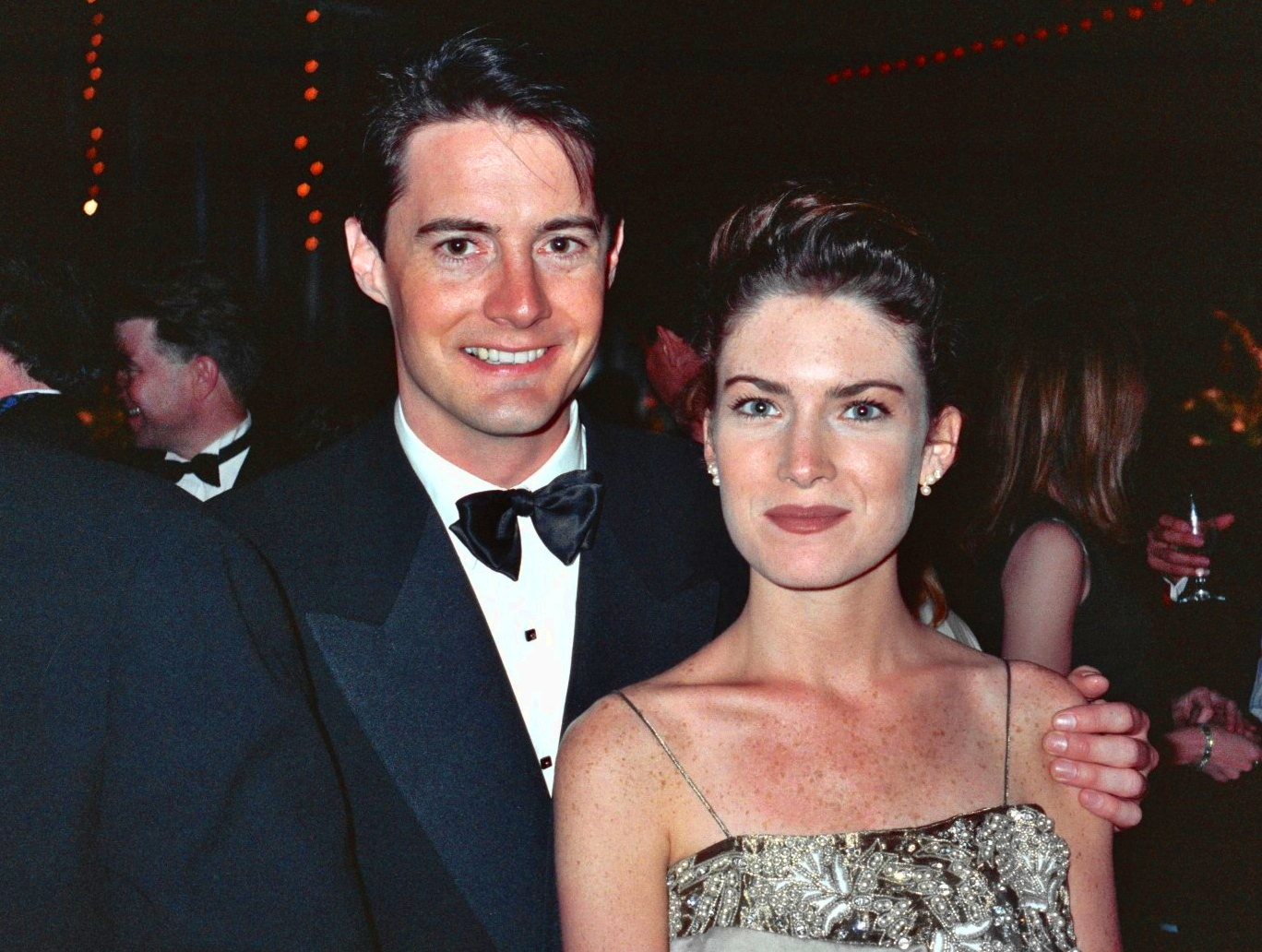
Lara Flynn Boyle cu Kyle MacLachlan la Premiile Emmy din 1990

Lara Flynn Boyle (n. 24 martie 1970) este o actriță americană.

## Filmografie

### Film
| An   | Titlu                                   | Rol                      | Note                |
| ---- | --------------------------------------- | ------------------------ | ------------------- |
| 1986 | Ferris Bueller's Day Off                |                          | scene șterse        |
| 1988 | Poltergeist III                         | Donna Gardner            |                     |
| 1989 | Terror on Highway 91                    | Laura Taggart            | film de televiziune |
| 1989 | How I Got Into College                  | Jessica Kailo            |                     |
| 1989 | Dead Poets Society                      | Ginny Danburry           | scene șterse        |
| 1989 | The Preppie Murder                      | Jennifer Levin           | film de televiziune |
| 1990 | The Rookie                              | Sarah                    |                     |
| 1991 | The Dark Backward                       | Rosarita                 |                     |
| 1991 | Mobsters                                | Mara Motes               |                     |
| 1991 | Eye of the Storm                        | Sandra Gladstone         |                     |
| 1991 | May Wine                                | Cammie                   | film de televiziune |
| 1992 | Where the Day Takes You                 | Heather                  |                     |
| 1992 | Wayne's World                           | Stacy                    |                     |
| 1992 | Equinox                                 | Beverly Franks           |                     |
| 1993 | The Temp                                | Kris Bolin               |                     |
| 1993 | Red Rock West                           | Suzanne Brown/Ann McCord |                     |
| 1994 | Threesome                               | Alex                     |                     |
| 1994 | Past Tense                              | Tory Bass/Sabrina James  | film de televiziune |
| 1994 | Baby's Day Out                          | Laraine Cotwell          |                     |
| 1994 | The Road to Wellville                   | Ida Muntz                |                     |
| 1994 | Jacob                                   | Rachel                   | film de televiziune |
| 1995 | Cafe Society                            | Pat Ward                 |                     |
| 1996 | The Big Squeeze                         | Tanya Mulhill            |                     |
| 1997 | Red Meat                                | Ruth                     |                     |
| 1997 | Farmer & Chase                          | Hillary                  |                     |
| 1997 | Afterglow                               | Marianne Byron           |                     |
| 1998 | Since You've Been Gone                  | Grace Williams           | film de televiziune |
| 1998 | Happiness                               | Helen Jordan             |                     |
| 1998 | Susan's Plan                            | Betty Johnson            |                     |
| 2000 | Chain of Fools                          | Karen                    |                     |
| 2001 | Speaking of Sex                         | Dr. Emily Paige          |                     |
| 2002 | Men in Black II                         | Serleena                 |                     |
| 2006 | Land of the Blind                       | First Lady               |                     |
| 2006 | Fwiends.com                             | Yuppy girl               | film scurt          |
| 2006 | The House Next Door                     | Col Kennedy              | film de televiziune |
| 2006 | Shades of Black: The Conrad Black Story | Barbara Amiel            | film de televiziune |
| 2007 | Have Dreams, Will Travel                | Mrs. Reynolds            |                     |
| 2009 | Baby on Board                           | Mary                     |                     |
| 2009 | Life Is Hot in Cracktown                | Betty McBain             |                     |
| 2010 | Cougar Hunting                          | Kathy                    |                     |

### Televiziune
| An        | Titlu           | Rol                          | Note                                |
| --------- | --------------- | ---------------------------- | ----------------------------------- |
| 1987      | Amerika         | Jacqueline 'Jessie' Bradford | miniserial TV                       |
| 1987      | Sable           | Melanie Waterston            | 1 episod: "Toy Gun"                 |
| 1990–1991 | Twin Peaks      | Donna Hayward                | 2 sezoane                           |
| 1991      | The Hidden Room | Nicole                       | 1 episod: "Splinters of Privacy"    |
| 1995      | Legend          | Theresa Dunleavy             | 1 episod: "Skeletons in the Closet" |
| 1997–2003 | The Practice    | Helen Gamble                 | 6 sezoane                           |
| 2002      | Ally McBeal     | Tally Cupp                   | 1 episod: "Tom Dooley"              |
| 2004–2005 | Huff            | Melody Coatar                | 1 sezon                             |
| 2005–2006 | Las Vegas       | Monica Mancuso               | 1 sezon                             |
| 2008      | Law & Order     | Dawn Talley                  | 1 episod: "Submission"              |